# Decagon

Decagon regulat

Decagonul este figura geometrică cu zece laturi. Fiecare unghi al unui decagon regulat are 144°.

## Construire

Construirea unui decagon regulat

Un decagon poate fi construit folosind rigla și compasul.